# شیعه دوازده‌امامی در حکومت صفویه
شیعیان اعم از شیعه دوازده‌امامی و غیر آنان، همواره در حکومت‌های پیش از صفوی سرکوب و مورد تهدید بوده‌اند. تا پیش از سر کار آمدن صفویان، شیعیان همواره با حکومت‌هایی که مذهب رسمیشان سنی بوده‌است، در کشاکش‌های سیاسی و اعتقادی بودند. همین امر سبب شده بود تا شیعیان در نقاط مختلف، دست به مبارزه با حکومت‌های وقت از جمله ایلخانی، تیموری، غزنوی، عباسی و اموی ببرند. از معضلات شیعه در دوران‌های پیش از عصر صفوی، برگزاری مراسمات جماعتی همچون نماز جمعه و نماز عید بوده‌است. شیعیان به جهت عقایدشان مورد غصب حکومت‌های سنی بودند و به جهت سیاسی بودن منصب امامت جمعه در حکومت‌ها، از این فعالیت، بی بهره بودند. آنان همچنین به جهت اعتراض به غصب شدن حق خلافت و حکومت توسط سنیان، در نماز جمعه آنان شرکت نمی‌کردند. با روی کار آمدن صفویه، به مرور زمان، نقاط مرکزی ایران به تشیع گرایش پیدا کردند و مسئله اقامه نماز جمعه از جانب شیعیان مورد توجه و اهمیت قرار گرفت.

## پیش زمینه
شاهنشاهی صفوی، یکی از بزرگترین شاهنشاهی‌های ایران پس از حمله اعراب بود که از سال ۱۵۰۱ تا ۱۷۳۶ میلادی توسط دودمان صفوی حکمرانی می‌شد. تغییر مذهب ایرانیان از تسنن به تشیع در طی سده‌های شانزدهم تا هجدهم میلادی در زمان حکمرانی سلسله صفویه به‌طور گسترده به وقوع پیوست دوره صفوی از مهم‌ترین دوران تاریخی ایران به‌شمار می‌آید، چرا که با گذشت هشتصد و پنجاه سال پس از نابودی شاهنشاهی ساسانی برای اولین بار یک دولت متمرکز ایرانی توانست بر سراسر ایران آن روزگار فرمانروایی نماید. پس از اسلام، چندین پادشاهی ایرانی مانند طاهریان، صفاریان، سامانیان، غوریان، زیاریان، بوییان، سربداران و مظفریان روی کار آمدند، اما هیچ‌کدام نتوانسته بودند تمام ایران را زیر پوشش خود قرار دهند و میان تمام نواحی جغرافیایی ایران در آن دوران یکپارچگی پدیدآورند. در این دوره روابط ایران و کشورهای اروپایی به دلیل دشمنی امپراتوری عثمانی با صفویان و نیز جریان‌های بازرگانی، (به ویژه داد و ستد ابریشم از ایران) گسترش فراوانی یافت. در دورهٔ صفوی (به ویژه نیمهٔ نخست آن)، جنگ‌های بسیاری میان ایران با امپراتوری عثمانی در غرب و با ازبک‌ها در شرق کشور رخ داد که علت این جنگ‌ها جریان‌های زمینی و دینی بود.

## شکوفایی علمی
در عصر صفویه، عالمان دینی شیعه، این فرصت را یافتند تا آزادانه به فعالیت‌های علمی و تبلیغاتی خویش بپردازند. این فعالیت‌ها با حمایت‌های بی‌دریغ پادشاهان شیعه صفوی همراه بود و این اتفاق در تاریخ حیات سیاسی ایران پس از اسلام بی نظیر بود. در این دوره، به جهت باور پادشاهان صفوی به تشیع دوازده‌امامی، عالمان شیعه دوازده‌امامی، قدرت بسیاری یافتند تا جایی که در اواخر عصر صفوی، ملا محمدباقر رئیسی، به عنوان ملاباشی، همه‌کاره حکومت صفوی شده‌بود و پس از مرگ او، حکومت صفوی کمتر از ۱۱ سال توانست دوام یابد. در این دوران، به جهت نبود نظام علمی برای شیعه دوازده‌امامی، و همچنین در دسترس نبودن آثار علمی شیعه، عموم جامعه از مسائل مذهب شیعه جعفری، آگاهی زیادی نداشتند. در عصرهای پیش از صفویه، با تلاش بزرگان شیعه دوازده‌امامی چون ابن طاوس، محقق حلی، علامه حلی و شمس‌الدین عاملی؛ سرزمین‌های عربی از جمله بحرین، جبل عامل و چند شهر در عراق، مرکزیت علمی شیعیان دوازده امامی محسوب می‌شد. با روی کار آمدن حکومت شیعه صفوی، دانشمندان شیعه امامیه از مناطق مختلف، به ایران هجرت کردند و عصری جدید در تاریخ دینی شیعه در ایران را رقم زدند. با دستور شاه اسماعیل، و برای تبیین ایدئولوژی حکومت، کتاب قواعدالاسلام اثر جمال‌الدین بن علی بن مطهر حلی، به عنوان کتابی برای تببین اساس مذهب معرفی شد. همچنین شاه اسماعیل برای جلب دانشمندان شیعیان، از هیچ فعالیت و اقدامی دریغ نکرد. در این دوره، فقیهان و متکلمان بسیاری ظهور کردند از جمله آنها: محقق کرکی، شیخ بهایی، فیض کاشانی، علامه مجلسی، ملاصدرا و فیاض لاهیجی اشاره کرد.

## شعر و ادبیات
در این عصر، چندان به شعر و ادبیات فارسی بها داده نمی‌شد. یکی از مهمترین دلایل این امر، همراهی ترکان در حکومت صفوی بود تا جایی که زبان ترکی زبان لشکریان صفوی بود و بسیاری از سران حکومت، به زبان فارسی تسلط نداشتند. بروز جنگ‌ها و درگیری‌های سیاسی نیز سبب شد تا حکومت وقت چندان فرصت رسیدگی به امور ادبی نداشته باشد. با این وجود بیشتر مسائلی در شعر این دوران مورد توجه منابع قرار گرفته‌است، مسئله عدل، امامت، شفاعت و عصمت بوده‌است.